# أستربلة مشطية
أستربلة مشطية (الاسم العلمي:Astrebla pectinata) هي نوع من النباتات يتبع جنس الأستربلة من الفصيلة النجيلية.